# Rialto

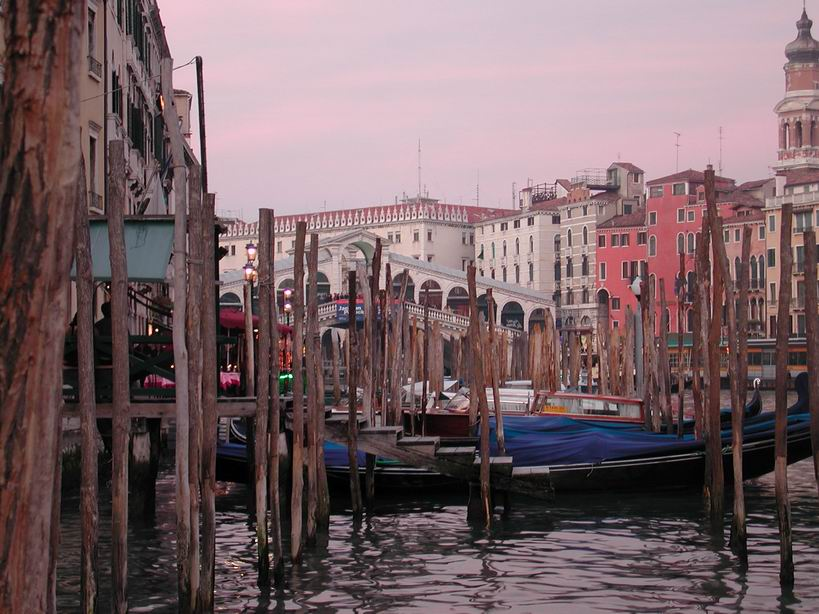
Rialto

Rialto a fost și este de multe secole centrul comercial și financiar al Veneției. Este o zonă din sestiere San Polo, cunoscut pentru piețele sale și pentru Podul Rialto de peste Canal Grande.
Zona comercială datează din secolul al IX-lea, când o zonă mică din mijlocul Insulelor Realtine de pe fiecare parte a Rio Businiacus a devenit cunoscută sub numele de Rivoaltus sau "malul înalt". În cele din urmă, Businiacus a devenit cunoscut sub numele de Canal Grande, iar cartierul Rialto s-a referit doar la zona de pe malul stâng.
Rialto a devenit un cartier important în 1097, când piața Veneției s-a mutat acolo, iar în secolul următor a fost construit un pod de vase peste Canal Grande oferind acces la ea. Acesta a fost înlocuit la sfârșitul secolului al XVI-lea de Podul Rialto. Podul a devenit de atunci o emblemă a orașului, apărând de exemplu în sigiliul orașului Rialto, California ("Orașul Pod").

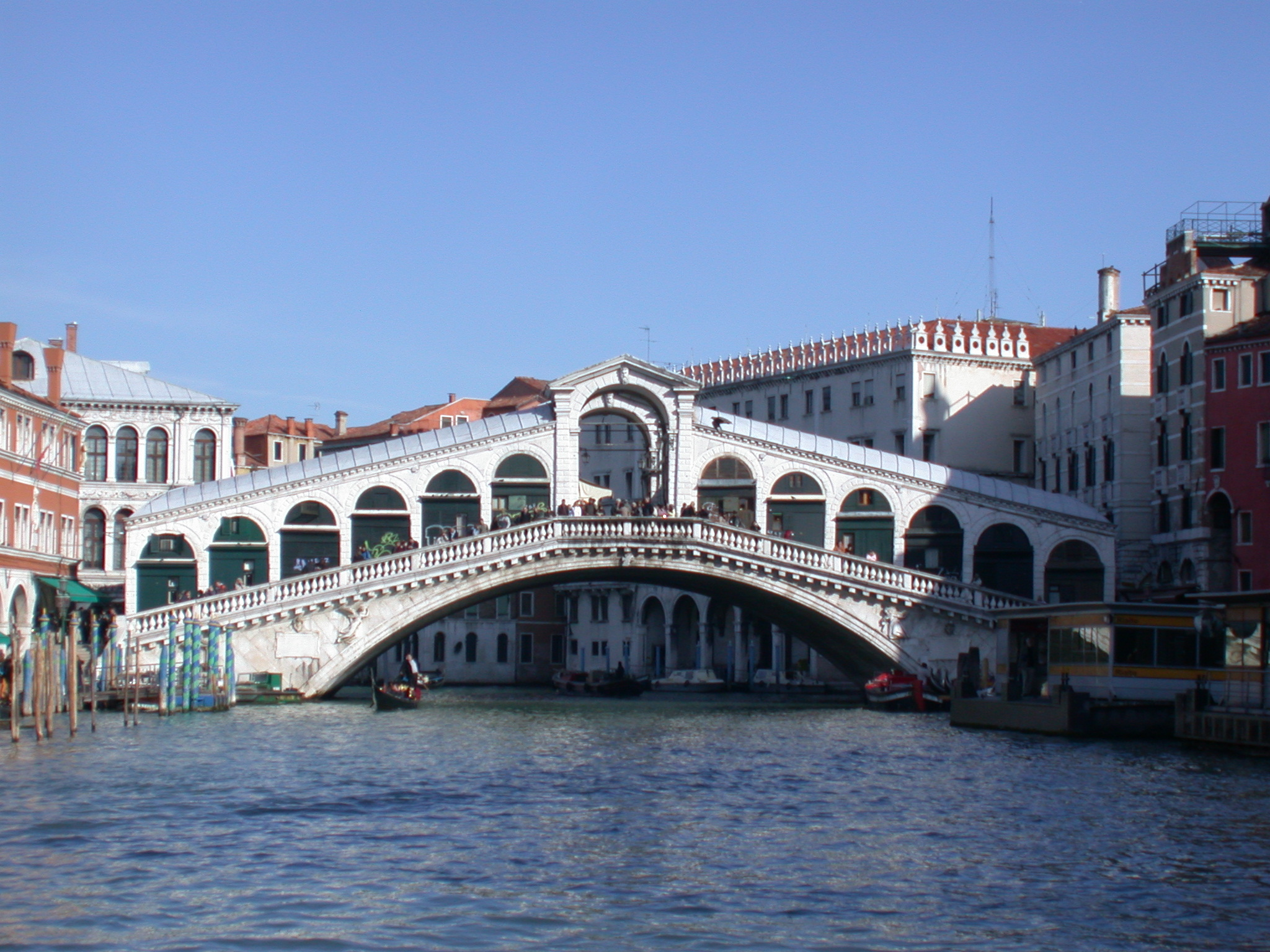
Podul Rialto

Piața s-a dezvoltat atât ca o piață cu amănuntul, cât și ca una angro. Au fost construite depozite, inclusiv faimosul Fondaco dei Tedeschi de pe cealaltă parte a podului. Între timp, au apărut magazine care vindeau bunuri de lux, bănci și companii de asigurări, iar oficiile administrației fiscale a orașului au fost amplasate în zonă. Abatorul orașului s-a aflat, de asemenea, în Rialto.
Cele mai multe dintre clădirile din zona Rialto au fost distruse într-un incendiu din 1514, singura supraviețuitoare fiind biserica San Giacomo di Rialto, în timp ce restul zonei a fost reconstruită treptat. Fabriche Vechie datează din această perioadă, în timp ce Fabbriche Nuove este un pic mai recentă, datând din 1553. Statuia Il Gobbo di Rialto a fost, de asemenea, sculptată în secolul al XVI-lea.
Zona a rămas încă o piață aglomerată de vânzare cu amănuntul, cu piața zilnică de zarzavat Erberia și cu piața de pește de pe Campo della Pescheria.
Rialto este, de asemenea, menționată în lucrări literare, în special în piesa de teatru Neguțătorul din Veneția a lui William Shakespeare, în care Shylock întreabă "Ce se mai aude pe Rialto?" la deschiderea actului 1, Scena III, și Solanio pune aceeași întrebare în actul 3 Scena I. În sonetul 19 din colecția Sonnets from the Portuguese, Elizabeth Barrett Browning scrie că "Rialto-ul sufletului își are marfa...".